# Champrougier
Champrougier est une commune française située dans le département du Jura, dans la région culturelle et historique de Franche-Comté et la région administrative Bourgogne-Franche-Comté.

## Géographie

### Climat
Pour des articles plus généraux, voir Climat de la Bourgogne-Franche-Comté et Climat du département du Jura.
En 2010, le climat de la commune est de type climat des marges montargnardes, selon une étude du Centre national de la recherche scientifique s'appuyant sur une série de données couvrant la période 1971-2000. En 2020, Météo-France publie une typologie des climats de la France métropolitaine dans laquelle la commune est exposée à un climat semi-continental et est dans la région climatique  Jura, caractérisée par une forte pluviométrie en toutes saisons (1 000 à 1 500 mm/an), des hivers rigoureux et un ensoleillement médiocre. 
Pour la période 1971-2000, la température annuelle moyenne est de 10,7 °C, avec une amplitude thermique annuelle de 17,2 °C. Le cumul annuel moyen de précipitations est de 1 073 mm, avec 12,4 jours de précipitations en janvier et 8,9 jours en juillet. Pour la période 1991-2020, la température moyenne annuelle observée sur la station météorologique de Météo-France la plus proche, « Colonne », sur la commune de Colonne à 4 km à vol d'oiseau, est de 11,7 °C et le cumul annuel moyen de précipitations est de 1 170,0 mm. 
La température maximale relevée sur cette station est de 40,3 °C, atteinte le 7 août 2003 ; la température minimale est de −18 °C, atteinte le 12 janvier 1987,,. 
Les paramètres climatiques de la commune ont été estimés pour le milieu du siècle (2041-2070) selon différents scénarios d'émission de gaz à effet de serre à partir des nouvelles projections climatiques de référence DRIAS-2020. Ils sont consultables sur un site dédié publié par Météo-France en novembre 2022.

## Urbanisme

### Typologie
Au 1er janvier 2024, Champrougier est catégorisée commune rurale à habitat dispersé, selon la nouvelle grille communale de densité à sept niveaux définie par l'Insee en 2022.
Elle est située hors unité urbaine. Par ailleurs la commune fait partie de l'aire d'attraction de Lons-le-Saunier, dont elle est une commune de la couronne,. Cette aire, qui regroupe 139 communes, est catégorisée dans les aires de 50 000 à moins de 200 000 habitants,.

### Occupation des sols
L'occupation des sols de la commune, telle qu'elle ressort de la base de données européenne d’occupation biophysique des sols Corine Land Cover (CLC), est marquée par l'importance des forêts et milieux semi-naturels (62,1 % en 2018), une proportion identique à celle de 1990 (62,1 %). La répartition détaillée en 2018 est la suivante : 
forêts (62,1 %), zones agricoles hétérogènes (27 %), eaux continentales (7,6 %), terres arables (2,3 %), prairies (1 %). L'évolution de l’occupation des sols de la commune et de ses infrastructures peut être observée sur les différentes représentations cartographiques du territoire : la carte de Cassini (XVIIIe siècle), la carte d'état-major (1820-1866) et les cartes ou photos aériennes de l'IGN pour la période actuelle (1950 à aujourd'hui).

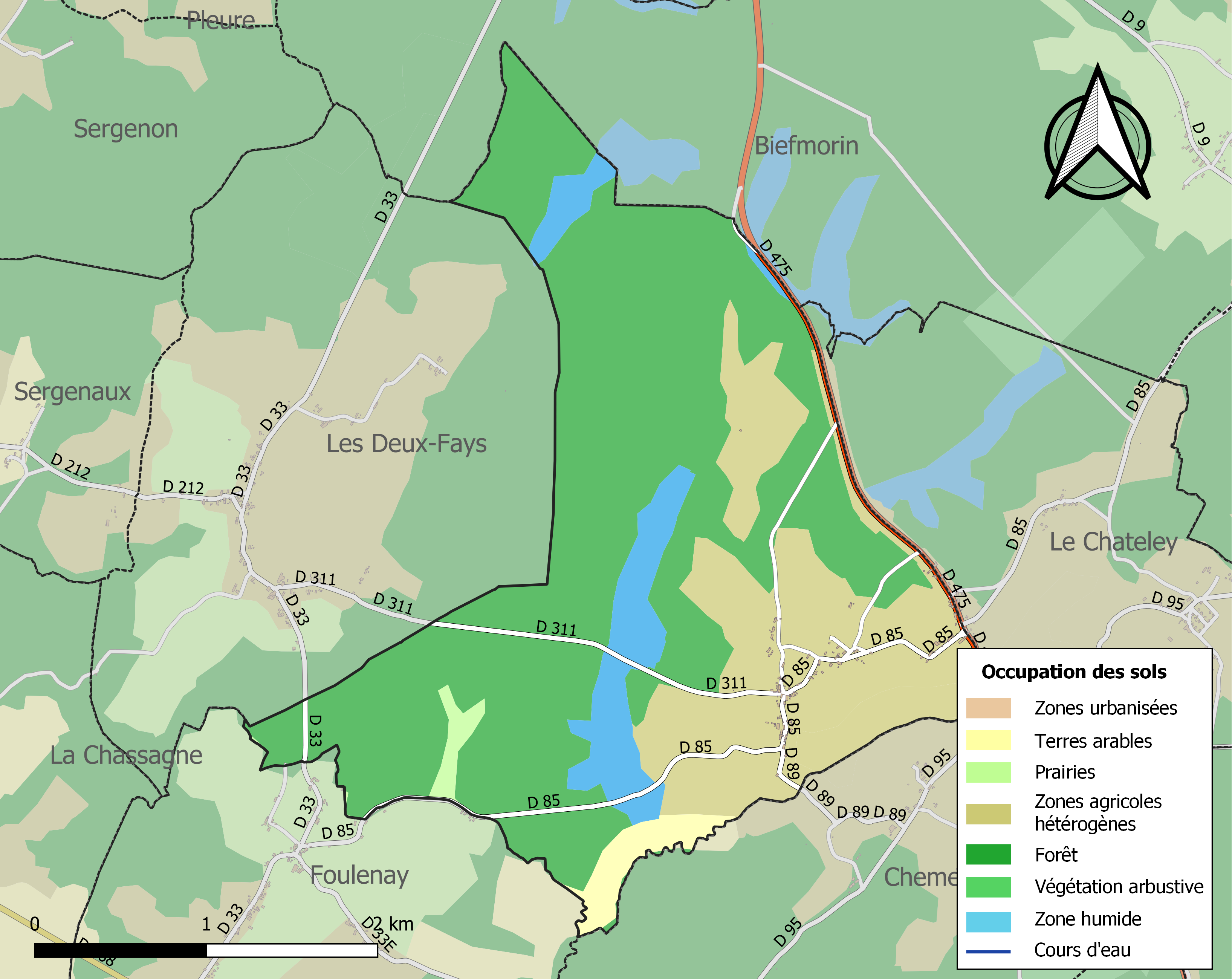
Carte des infrastructures et de l'occupation des sols de la commune en 2018 (CLC).

## Politique et administration

### Tendances politiques et résultats

#### Élections Présidentielles
Le village de Champrougier place en tête à l'issue du premier tour de l'élection présidentielle française de 2017, Marine Le Pen (RN) avec 27,27 % des suffrages. Mais lors du second tour, Emmanuel Macron (LaREM) est en tête avec 65,22 %.

#### Élections Régionales
Le village de Champrougier place la liste « Pour Une Région Qui Vous Protège » menée par Julien Odoul (RN) en tête, dès le 1er tour des élections régionales de 2021 en Bourgogne-Franche-Comté, avec 26,67 % des suffrages. Lors du second tour, les habitants décideront de placer la liste de "Notre Région Par Cœur" menée par Marie-Guite Dufay, présidente sortante (PS) en tête, avec cette fois-ci, près de 56,67 % des suffrages. Devant les autres listes menées par Gilles Platret (LR) et Julien Odoul (RN) à égalité en seconde position avec 20.00 % et en dernière position celle de Denis Thuriot (LaREM) avec 3,33 %. Il est important de souligner une abstention record lors de cette élection qui n'ont pas épargné le village de Champrougier avec lors du premier tour 63,74 % d'abstention et au second, 62,64 %.

#### Élections Départementales
Le village de Champrougier faisant partie du Canton de Bletterans place le binôme de Philippe Antoine (LaREM) et Danielle Brulebois (LaREM), en tête, dès le 1er tour des élections départementales de 2021 dans le Jura, avec 40,74 % des suffrages. Lors du second tour, les habitants décideront de placer de nouveau le binôme de Philippe Antoine (LaREM) et Danielle Brulebois (LaREM), en tête, avec cette fois-ci, près de 70,37 % des suffrages. Devant l'autre binôme menée par Josiane Hoellard (RN) et Michel Seuret (RN) qui obtient 29,63 %. Il est important de souligner une abstention record lors de cette élection qui n'ont pas épargné le village de Champrougier avec lors du premier tour 63,74 % d'abstention et au second, 62,64 %.

### Liste des maires de Champrougier
| Période   | Période   | Identité      | Étiquette | Qualité |
| --------- | --------- | ------------- | --------- | ------- |
| mars 2001 | mars 2008 | Yves Machard  |           |         |
| mars 2008 | En cours  | Hervé Gimaret |           |         |

## Démographie
L'évolution du nombre d'habitants est connue à travers les recensements de la population effectués dans la commune depuis 1793. Pour les communes de moins de 10 000 habitants, une enquête de recensement portant sur toute la population est réalisée tous les cinq ans, les populations de référence des années intermédiaires étant quant à elles estimées par interpolation ou extrapolation. Pour la commune, le premier recensement exhaustif entrant dans le cadre du nouveau dispositif a été réalisé en 2007.

En 2022, la commune comptait 98 habitants, en évolution de +2,08 % par rapport à 2016 (Jura : −0,81 %, France hors Mayotte : +2,11 %).
| 1793 | 1800 | 1806 | 1821 | 1831 | 1836 | 1841 | 1846 | 1851 |
| ---- | ---- | ---- | ---- | ---- | ---- | ---- | ---- | ---- |
| 241  | 254  | 227  | 242  | 271  | 303  | 311  | 311  | 303  |

| 1856 | 1861 | 1866 | 1872 | 1876 | 1881 | 1886 | 1891 | 1896 |
| ---- | ---- | ---- | ---- | ---- | ---- | ---- | ---- | ---- |
| 305  | 277  | 285  | 271  | 307  | 302  | 301  | 296  | 267  |

| 1901 | 1906 | 1911 | 1921 | 1926 | 1931 | 1936 | 1946 | 1954 |
| ---- | ---- | ---- | ---- | ---- | ---- | ---- | ---- | ---- |
| 277  | 218  | 205  | 188  | 162  | 155  | 159  | 159  | 133  |

| 1962 | 1968 | 1975 | 1982 | 1990 | 1999 | 2006 | 2007 | 2012 |
| ---- | ---- | ---- | ---- | ---- | ---- | ---- | ---- | ---- |
| 111  | 103  | 82   | 84   | 99   | 104  | 99   | 98   | 90   |

| 2017 | 2022 | - | - | - | - | - | - | - |
| ---- | ---- | - | - | - | - | - | - | - |
| 101  | 98   | - | - | - | - | - | - | - |

## Culture et patrimoine

### Lieux et monuments
- Église de l'Assomption.

### Personnalités liées à la commune
- Cyrille Léculier (1830-1915), maire de Champrougier de 1871 à 1915, conseiller général de 1871 à 1898, fondateur de la Société hippique et du Syndicat agricole du Jura, propriétaire d’un domaine de 458 ha dont 333 ha d’étangs. Par sa mère, Marie Bruand (1844-1924), il descend des familles de Jouffroy et de Moustier[21].
- Henri Léculier (1874-1949), fils de Cyrille, docteur en médecine, maire de Champrougier, où il est né, de 1923 à 1946, conseiller général de 1934 à 1945, député radical du Jura de 1932 à 1936 puis élu sénateur en 1937 : Edgar Faure évoque dans ses Mémoires « le sénateur Léculier, qui élevait des carpes et chez qui l’on déjeunait à 10 heures et quart »[22]. Fondateur du syndicat des pisciculteurs de Bourgogne-Franche-Comté, il crée, en 1930, le syndicat national des producteurs de gruyère, présidant la Chambre d’agriculture du Jura et la Caisse régionale de crédit agricole[23]. Il est père du Dr Pierre Léculier (1904-1994), qui dirigea l’hôpital psychiatrique de Dijon, maire de Champrougier de 1959 à 1965.
- André Léculier (1908-2004), fils d’Henri, ingénieur agronome, lieutenant de l’armée de l’air, chef dès 1941 du mouvement Combat, créé par Henri Frenay, dans le secteur de Champrougier, il est recherché par la Gestapo et parvient à se réfugier en Suisse, grâce à son beau-frère, le diplomate Jean Laloy (1912-1994), membre de la délégation du Gouvernement provisoire de la République française à Genève. Sa jeune femme, Ninette Laloy (1910-1995), fille du musicologue Louis Laloy (1874-1944), qui a été maire du village de Rahon (proche de Champrougier), est arrêtée à sa place et passe plusieurs mois à la prison de Dijon[24]. Il fut premier adjoint au maire d’Opio (Alpes-Maritimes).